# Dolní Žandov
Dolní Žandov (Duits: Untersandau, vroeger ook Sandau, Sanda, Sandawa, Zandow, Zanda en Zandaw) is een gemeente in de regio Karlsbad in het westen van Tsjechië. Het dorp ligt op 540 meter hoogte en de inwoners leven vooral van de land- en bosbouw.

## Geschiedenis
Dolní Žandov werd in de 12e eeuw gesticht door Duitse kolonisten. In 1347 werd het dorp vernietigd tijdens de oorlog tussen Karel IV en Lodewijk de Beier. In 1374 werd begonnen het dorp te herbouwen. Vanaf 1464 hadden de inwoners van het dorp het recht bier te brouwen.

## Vervoer
In de gemeente liggen twee spoorwegstations, beide aan spoorlijn 170 tussen Pilsen en Cheb. In het hoofddorp van de gemeente ligt het station Dolní Žandov, in het dorpje Salajna ligt station Salajna.

## Bezienswaardigheden
- Kerk van de Heilige Michaël. Oorspronkelijk gotische kerk die in 1682 in barokstijl werd omgebouwd.
- Ruïne van het 14e-eeuwse Kasteel Boršengrýn.

Aš · 
Cheb · 
Dolní Žandov · 
Drmoul · 
Františkovy Lázně · 
Hazlov · 
Hranice · 
Krásná · 
Křižovatka · 
Lázně Kynžvart · 
Libá · 
Lipová · 
Luby · 
Mariënbad (Mariánské Lázně) · 
Milhostov · 
Milíkov · 
Mnichov · 
Nebanice · 
Nový Kostel · 
Odrava · 
Okrouhlá · 
Ovesné Kladruby · 
Plesná · 
Podhradí · 
Pomezí nad Ohří · 
Poustka · 
Prameny · 
Skalná · 
Stará Voda · 
Teplá · 
Trstěnice · 
Třebeň · 
Tři Sekery · 
Tuřany · 
Valy · 
Velká Hleďsebe · 
Velký Luh · 
Vlkovice · 
Vojtanov · 
Zádub-Závišín